# Административно деление на Велико Търново
Велико Търново е град разделен на десет квартала и три вилни зони.

## История

### Средновековие
През средновековието Търновград е бил разделен на 3 основни „града“ – добре укрепени крепости – „Царевец“, „Трапезица“ и „Девинград“ и допълнителни три района: „Нов град“, „Френкхисар“ и „Еврейски квартал“. Към днешна дата не са намирани други данни от столичния период на града.

### Възраждане
След падането на града под Османска власт, градът административно се разделя на махали, наречени на свещениците, служили в православните храмове. Махалите през началото на XV Век са носели имената: „Света Богородица“, „Света Троица“, „Свети Константин“, махала „Поп Койо“, „Поп Иван Костадин“, „Поп Душан“, „Поп Стамат“. През следващите години в града се появяват следните административни единици: махала „Антик“, махала „Поп Георги“, махала „Поп Васил“, „Боярската махала“ "Ич махала.

### Трета Българска държава
След Освобождаването на България в Търново се провеждат редица важни исторически събития, начело с Учредителното събрание. Търново е бил основно разделен на Долна махала, махала „Света Троица“, „Варуш махала“ и „Нова махала“ (зоната от Варуш до Старото военно училище). През 1937 година, към града се присъединява и село Марино-поле, превръщайки ес в Маринополска махала.

### Народна Република България
През 50-те и 60-те години, градът се разраства значително. През социалистическия период градът административно е бил разделен на следните квартали: „Трудов фронт“ („Асенова махала“, за кратко така се е наричал и кварталът „Света гора“), „Димитър Благоев“ – днешния „Света гора“, „Толбухин“ – днешния „Марно поле“, „Димитър Иванов“ – районът около днешния „Широк център“, „Вела Благоева“ и „Алеко Константинов“ Първо активно се застрояват кварталите „Акация“ и „Широк център“. През следващите две десетилетия възникват два нови квартала „Пишмана“ и „Триъгълника“. През 70-те години село Чолаковци се присъединява към Велико Търново. В края на 80-те години се застроява и „Картала“. През 1982 година Окръжният комитет на БКП взема решение Горна Оряховица да стане кметство на Велико Търново и с това да започне реализирането на агломерацията – Велико Търново-Горна Оряховица-Лясковец – Търголяс. Този проект не се осъществява.

### Република България
Квартала „Пишмана“ и „Триъгълника“ се преименуват съответно на „Бузлуджа“ и „Колю Фичето“. До квартал „Бузлуджа“ се създава и квартал Зона Б.